# Ромашки (Обухівський район)
Ро́машки — село в Україні, у Ржищівській міській громаді Обухівського району Київської області. Населення становить 38 осіб. З 2004 року триває спроба відродити Ромашки у формі екопоселення.

## Географія
Село Ромашки розташоване за 96 км від обласного центру, 53 км від районного центру та 49 км від адміністративного центру міської громади. За 13 км знаходиться найближча залізнична станція Ольшаниця.

## Населення
За даними всеукраїнського перепису населення 2001 року у селі мешкало 53 особи, у 2010 році — 23 особи, у 2023 році — 38 осіб.
Мова
Розподіл населення за рідною мовою за даними перепису 2001 року був наступним:
| українська | 51 | 96,23 |
| російська  | 2  | 3,77  |

## Історія
У «Сказаниях о населенных местностях Киевской губернии или статистические, исторические и церковные заметки обо всех деревнях, селах, местечках и огородах, в пределах губернии находящихся» відомий краєзнавець Лаврентій Похилевич пише, що село Ромашки розташоване за дві версти від Ходорова, серед ярів, що впадають в Дніпро. Мешканців обидвох статей 660, землі 1505 десятин. У 1741 році в Ромашках налічувалося 20 домогосподарств, у 1792 році — 40 домогосподарств та 515 мешканців. На початку XIX століття Ромашки подаровані Станіславом Понятовським Феодору Ячевському. По смерті Ячевського маєток перейшов у спадок його синові Адаму та невістці Микуловській. 1845 року Микуловська продала маєток Генріху Рудницькому.
На початку XIX століття село належало до Трахтемирівської волості Богуславського повіту Київської губернії. Після перенесення повітового центру з Богуслава до Канева у 1837 році та перейменування повіту на Канівський у 1846 році Ромашки вже належить до Канівського повіту Київської губернії.
На початку 1930-х років в Ромашках створений колгосп «Розорані межі» (голова Яковенко), згодом перейменований на колгосп імені Кірова.
Село окуповане військами Вермахту 6 серпня 1941 року, визволене з-під німецької окупації 30 січня 1944 року. У спільних могилах на території села поховано 375 загиблих військових.
До 1959 року діяла Ромашківська сільська рада, якій були підпорядковані села Ромашки та Дударі. У березні 1959 року село Дударі підпорядковане Грушівській сільській раді, а Ромашки — Малобукринській сільській раді.

## Пам'ятки, визначні місця

### Церква Покрова Пресвятої Богородиці
Церква Покрова Пресвятої Богородиці збудована у 1720 році, до якої приписано село Великий Букрин з церквою Успіння Пресвятої Богородиці Трахтемирівської волості Богуславського, з 1846 року — Канівського повіту Київської губернії. У 1860-х роках церкві належало 36 десятини землі, а по штатах її віднесено до 5-го класу. У 1824 році церква перебудована. Також в селі була розташована латинська каплиця, збудована Феодором Ячевським та призначалася лише для потреб родини Ячевських. Дотепер ані каплиця, ані церква не збереглися.

## Пам'ятки монументального мистецтва

### Меморіали, пам'ятники
- Пам'ятник односельцям, які загинули під час німецько-радянської війни 1941—1945 років.

## Археологічні розвідки
Поселення трипільської культури. У XIX столітті поблизу села Ромашки досліджено два кургани скіфського часу (VII— VI ст. до н. е.), а також знайдено кам'яний шліфований молот-сокиру, давньоруські шиферні прясла.

## Відомі люди
- Олександр Кошиць — український диригент, композитор, етнограф.